# Liósálfar
I Liósálfar, o Elfi della Luce, sono una tipologia di elfo della mitologia norrena, in contrasto con gli Svartálfar, gli elfi delle Tenebre.
Tale suddivisione è riscontrabile solo nella Edda in prosa e nei testi basati su di essa; inoltre è ora concordato che tale opera rifletta quel frammisto di miti sia pagani che cristiani sui nani, demoni e angeli che convivevano della società islandese del XIII secolo, nonché una sorta di "paganizzazione" della cosmologia cristiana che Snorri Sturluson probabilmente riprendeva dal Elucidario di Onorio Augustodunense. Pertanto diversi autori, osservando anche l'elusivo utilizzo del termine Døkkálfar (o Svartálfar), considerano i Liósálfar come sinonimo di Elfi, mentre Døkkálfar come sinonimo di nani.